# Кілер (фільм, 2023)
«Кілер» (англ. Assassin) — американський бойовик режисера Джессі Атласа в його режисерському дебюті в художньому фільмі за сценарієм Аарона Вульфа і заснований на короткометражному фільмі Атласа і Вульфа «Нехай помруть, як коханці» (англ. Let Them Die Like Lovers). У США фільм вийшов 31 березня 2023 року в обмеженому прокаті та в інтернеті, в Україні — 20 квітня 2023 року. Це останній фільм, в якому знявся Брюс Вілліс, який оголосив про завершення кар'єри у 2022 році у зв'язку із захворюванням центральної нервової системи — лобово-скроневою деменцією.

## Сюжет
Приватна військова компанія під керівництвом Валмори знаходить мікрочип, який дозволяє розуму агента вселятися в тіло іншої людини для виконання таємних смертельних місій. Але коли агента Себастьяна вбивають під час секретної місії, його дружина Алекса має зайняти його місце у спробі притягти винного до відповідальності.

## У ролях
- Номзамо Мбата — Алекса
- Домінік Перселл — Адріан.
- Брюс Вілліс — Валмора.
- Мустафа Шакір — Себастьян
- Енді Алло
- Ханна Квінліван — Спеціальний агент
- Фернанда Андраде — Олівія
- Баррі Джей Мінофф — Марко
- Євгенія Кузьміна — Тренер

## Виробництво
29 квітня 2021 року було оголошено, що Брюс Вілліс зіграє головну роль у трилері «Вбивця душі» (англ. Soul Assassin), в якому Номзамо Мбата та Домінік Перселл вели переговори про головну роль. Зйомки розпочалися 15 червня 2021 року в Бессемері, штат Алабама. У липні 2021 року Saban Films набула права на поширення фільму. Назва фільму було перейменовано на «Померти як коханці» (англ. Die Like Lovers), а потім у його нинішню назву «Кілер» (англ. Assassin).